# Ranke

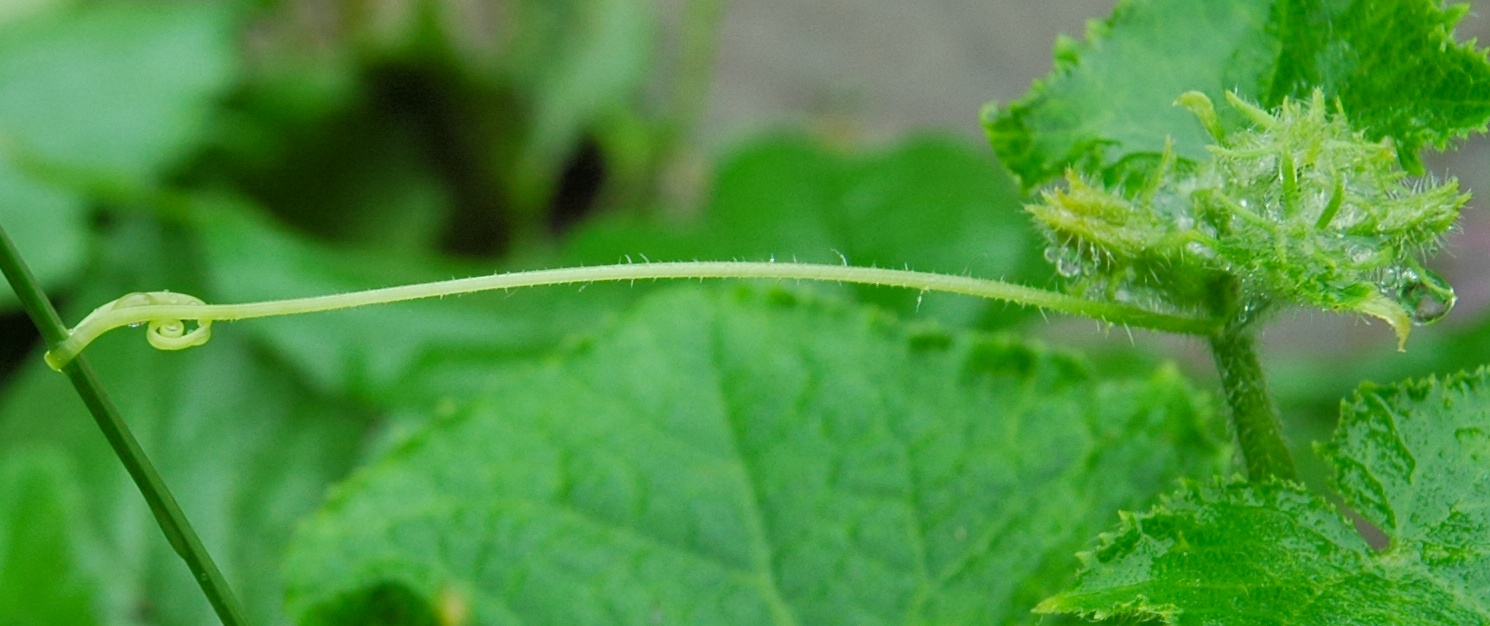
Sprossranke der Gurke (Cucumis sativus)

Bei Pflanzen werden als Ranke oder Cirrhus Umbildungen von Sprossachsen, Blättern oder Blattteilen bezeichnet, die stängel- oder fadenförmig sind und sich an einem Objekt festhalten, indem sie dieses umschlingen. Ranken sind berührungsempfindlich und reagieren auf einen Berührungsreiz mit Krümmungs- und Wickelbewegungen. Rankpflanzen sind eine Untergruppe der Kletterpflanzen.
Ranken aus Sprossachsen bilden beispielsweise die Weinreben (Vitis), solche aus Blättern die Kürbisse (Cucurbita), aus den Oberblättern die Ranken-Platterbse (Lathyrus aphaca), aus den Blättchen die Wicken (Vicia), und aus den Laubblattspindeln und Blättchenstielen die Gewöhnliche Waldrebe (Clematis vitalba). Aus den Nebenblättern bilden die Smilax und aus den Blattspitzen die Gloriosa Ranken, bei Pisum sativum bilden diese die Blättchen. Die Blattstiele bilden bei Tropaeolum Ranken aus. Auch Luftwurzeln wie bei Vanilla können Ranken ausformen.
Wobei eigentlich fast alle Pflanzenorgane in Ranken umgebildet sein können, wie z. B. auch Blütenstiele oder Blütenstandserzweigungen usw.

## Rankwerk als Ornament
Pflanzenrankwerk findet als Ornament vielfältige Anwendung, in allen Kulturen und zu allen Zeiten: von Blattwerk wie den antiken Voluten in Kombination mit Akanthus, Palmetten und Lotos-Ornamenten, Weinranken (Vignette im Druckwesen) und Fleurons, Arabesken und Mauresken, barocken Rocaillen bis hin zu Windenranken, wie sie im Jugendstil modern waren. Rankenwerk ist sowohl kunstgeschichtlich interessant (Stilkunde) als auch in der Heraldik. Eine besondere Form des Rankenwerks ist die Volutenranke.

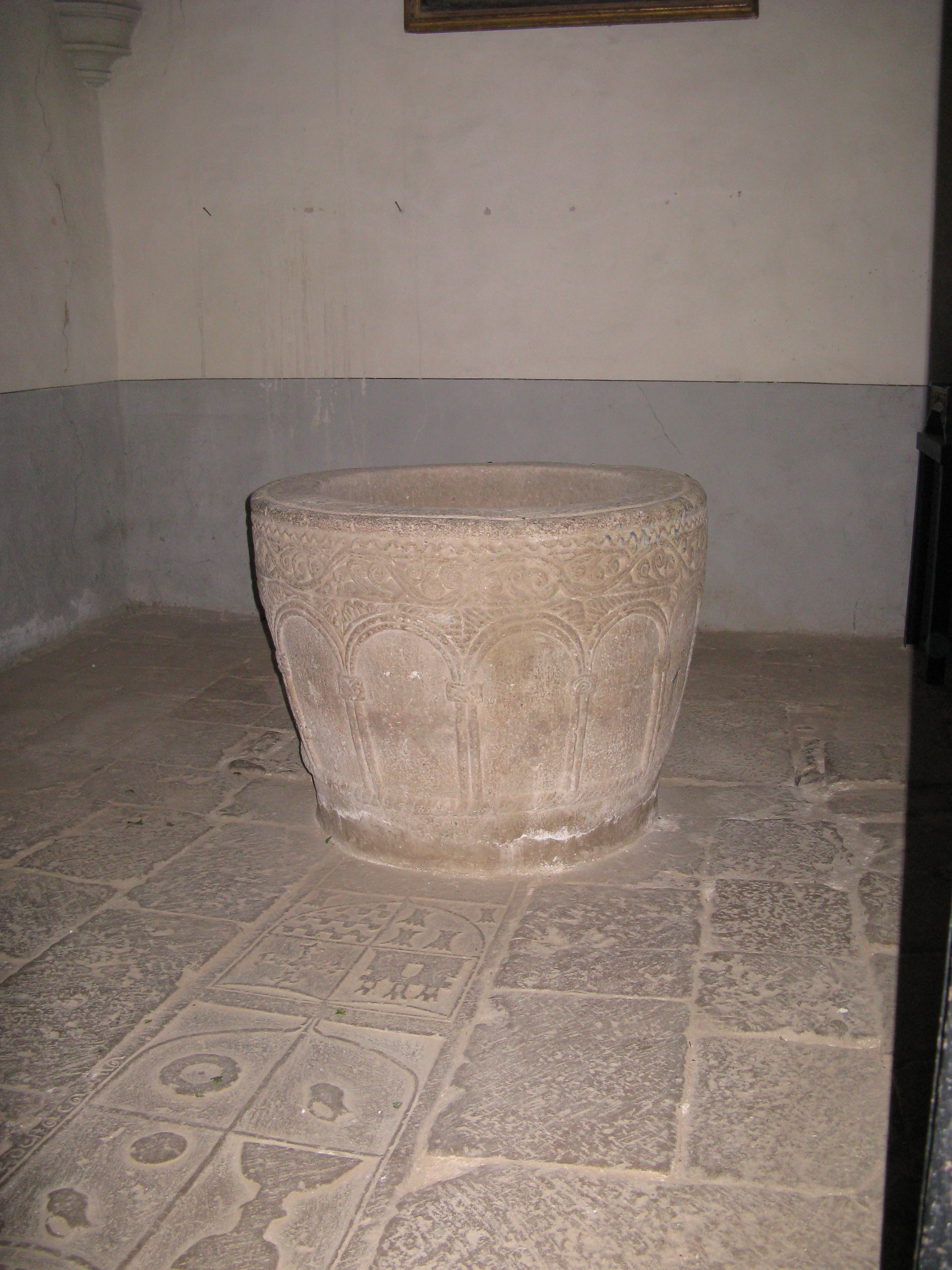
Rankenwerkdekor an einem romanischen Taufstein (ca. 1200)
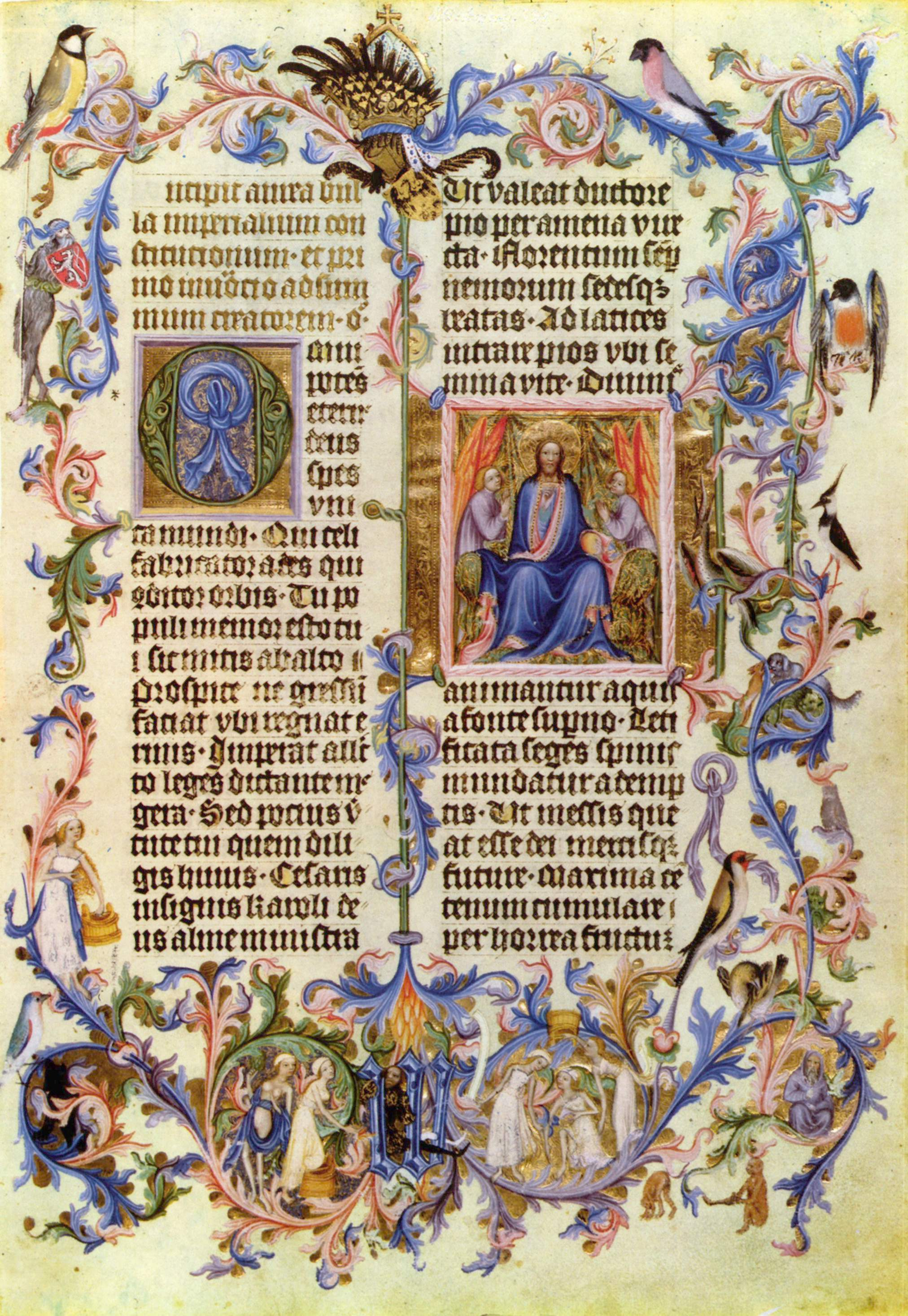
Die Goldene Bulle, Anfangsseite, Meister der Wenzel-Werkstatt, 1400 (Kopie)
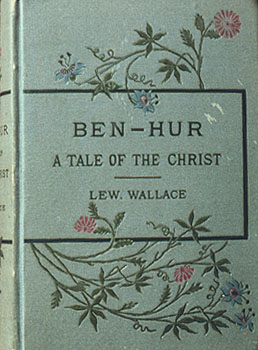
Farbgeprägter Deckel der Erstausgabe von Ben-Hur: A Tale of the Christ von Lew Wallace, 1880
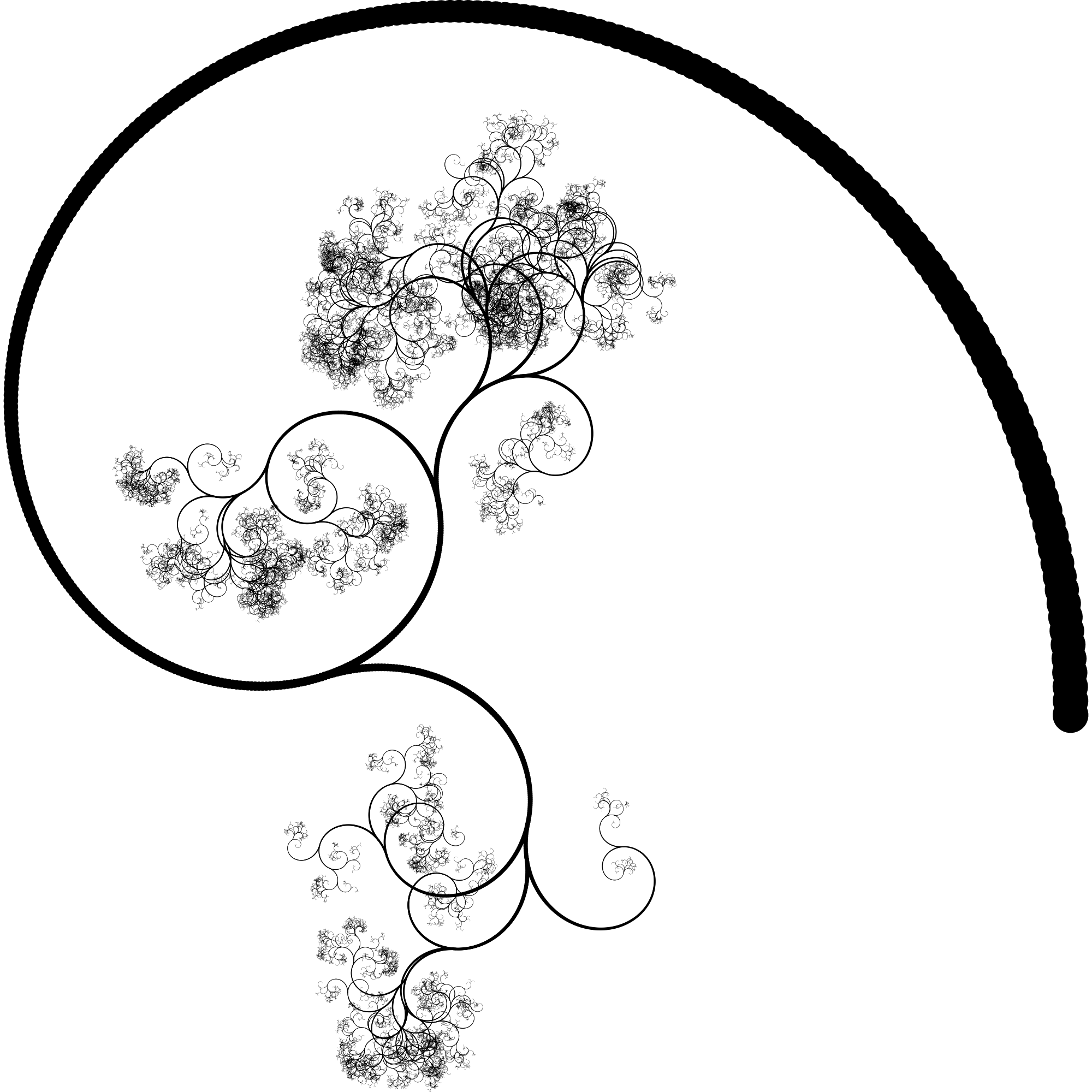
Pseudoflorale, fraktale Spiralenranke, 2007
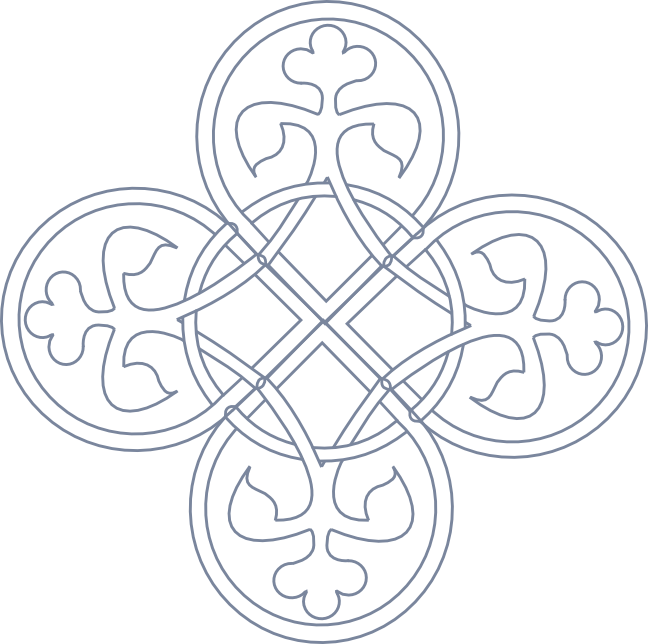
Ornament: unspezifisches Blumenrankwerk in Form eines Vierpasses